# Gilvan Souza Correa
Gilvan Souza Correa (n. 10 noiembrie 1989, Salgado, Sergipe, Brazilia) este un fotbalist brazilian care evoluează pe postul de fundaș dreapta la echipa din Liga 1, CFR Cluj.